# Morgan Fox
Morgan Fox (* 19. Februar 1974 in Athlone) ist ein ehemaliger irischer Radrennfahrer.
Morgan Fox wurde 1997 irischer Meister im Straßenrennen der Elite-Klasse. 1999 fuhr er als Stagiaire für das belgische Professional Continental Team Tönissteiner-Colnago, für das er im Jahr 2000 mit einem regulären Vertrag fuhr. Nach mehreren Jahren ohne Vertrag bei einem internationalen Radsportteam schloss sich Fox 2006 dem irischen Continental Team Murphy & Gunn an. 2007 war er auf der zweiten Etappe des Ras Mumhan erfolgreich. Im Jahr 2008 fuhr Fox für das Pezula Racing Team und beendete anschließend seine Karriere als Aktiver.
In der Saison 2018 wurde Fox Sportlicher Leiter des UCI Continental Teams Holdsworth Pro Racing und wechselte im Folgejahr zu EvoPro Racing.

## Erfolge
1997
- Irischer Straßenmeister

## Teams
- 1999 Tönissteiner-Colnago (Stagiaire)
- 2000 Tönissteiner-Colnago
- 2006–2007 Murphy & Gunn
- 2008 Pezula Racing Team